# Kap Arauco
Das Kap Arauco (spanisch Cabo Arauco, in Argentinien Cabo Ruso von russisch Мыс Русский Mys Russkij, deutsch ‚Russisches Kap‘) ist ein aus Eiskliffs bestehendes Kap im Nordosten der Alexander-I.-Insel vor der Westküste der Antarktischen Halbinsel. Es markiert die südliche Begrenzung der Einfahrt zur Marguerite Bay.
Wissenschaftler der Fünften Französischen Antarktisexpedition (1908–1910) unter der Leitung des Polarforschers Jean-Baptiste Charcot entdeckten es. Teilnehmer der 2. Chilenische Antarktisexpedition (1947–1948) benannten es als Cabo 18 de Setiembre nach dem chilenischen Unabhängigkeitstag. 1962 erfolgte die Umbenennung nach der chilenischen Provinz Arauco.